# レモンコマドリ
レモンコマドリは、トゥインクル・コーポレーションに所属しているお笑いコンビ。女芸人No.1決定戦 THE W2024ファイナリスト。旧コンビ名はテラリウム。

## メンバー
小野寺 ゆき（おのでら ゆき、1994年8月9日 - ）（31歳）
- ツッコミ担当　立ち位置は向かって左。

- 長崎県南松浦郡新上五島町出身。佐世保市立看護専門学校卒業。立ち位置は向かって左。
- 身長152 cm。体重75 kg。
- 趣味は煎茶、眠ること。
- 特技は何でも美味しそうに食べること。
- 正看護師の資格を取得しており、看護師を兼業している。
- 幼少期にM-1グランプリを見て芸人に憧れ、ずっとお笑いやりたかったと思っていたという。
- 「小野寺ゆき」は全て芸名であり、本名は異なる。

梶原 はるな（かじわら はるな、1998年2月11日 - ）（27歳）
- ボケ担当　立ち位置は向かって右。
- 大阪府茨木市出身。大阪成蹊短期大学卒業。
- 身長170 cm。体重55 kg。
- 趣味はゲーム、料理。
- 特技は散歩。
- ラーメンズが好きでお笑いの道を志す。しかし、自分は演者に向いていないと考えており、ネタ作家を目指していた。その過程で「お笑いをやったことが無い人のアドバイスは説得力があるのか」という疑問が湧いたことから芸人として活動を開始した。
- 谷桃子バレエ団所属のバレリーナである双子の妹がいる。

## 略歴
- NSC大阪校41期生の同期の二人で結成。大阪時代は吉本興業に所属し、2020年に「女芸人No.1決定戦 THE W」の準決勝に進出。上京した際に吉本興業を退所し、フリーで活動。
- 2023年にトゥインクル・コーポレーションに所属したことを発表した[4]。
- 2024年に「のむシリカ Presents お笑いJACKPOT」の決勝戦に進出。同年に初となる「女芸人No.1決定戦 THE W」の決勝進出を決めた[5]。
- 2025年1月17日、小野寺がメニエール病の治療・療養に専念するために当面コンビとしての活動を休止することを発表。2024年12月より体調不良を訴えていたという。梶原は個人で活動を継続する[6][7]。

## 芸風
主に漫才。梶原が独特な理論を展開して小野寺が上品に突っ込むネタが特徴。ネタは全て梶原が作っている。在阪時代にM-1グランプリの3回戦に進出していたが、上京してからは一回戦敗退が続いている。

## 賞レース戦歴

### M-1グランプリ
| 年度             | 結果      | エントリー No. | 備考                 |
| ---------------- | --------- | -------------- | -------------------- |
| 2018年（第14回） | 2回戦進出 | 1045           | テラリウム時代の戦績 |
| 2019年（第15回） | 3回戦進出 | 1231           | テラリウム時代の戦績 |
| 2020年（第16回） | 2回戦進出 | 583            | テラリウム時代の戦績 |
| 2021年（第17回） | 2回戦進出 | 111            | テラリウム時代の戦績 |
| 2022年（第18回） | 1回戦敗退 | 2020           |                      |
| 2023年（第19回） | 1回戦敗退 | 307            |                      |
| 2024年（第20回） | 1回戦敗退 | 876            |                      |

### 女芸人No.1決定戦 THE W
- 2019年 2回戦進出
- 2020年 準決勝進出
- 2021年 2回戦進出
- 2022年 2回戦進出
- 2023年 2回戦進出
- 2024年 決勝進出

### その他賞レース
- 2024年 のむシリカ Presents お笑いJACKPOT - 決勝進出

## 出演
- なるみ・岡村の過ぎるTV（ABCテレビ）※梶原のみ